# Rickenbach (Turgovia)
Rickenbach (toponimo tedesco) è un comune svizzero di 2 773 abitanti del Canton Turgovia, nel distretto di Münchwilen.

## Monumenti e luoghi d'interesse

La chiesa cattolica di Santa Verena

- Chiesa cattolica di Santa Verena, eretta dopo il 1644[1].

## Società

### Evoluzione demografica
L'evoluzione demografica è riportata nella seguente tabella:
Abitanti censiti

## Amministrazione
Ogni famiglia originaria del luogo fa parte del cosiddetto comune patriziale e ha la responsabilità della manutenzione di ogni bene ricadente all'interno dei confini del comune.